# سيباستيان برونر
سيباستيان برونر (بالألمانية: Sebastian Brunner )‏ (و. 1814 – 1893 م) هو داعية، ومؤلف، وصحفي، وكاتب نمساوي، ولد في فيينا، توفي في فيينا، عن عمر يناهز 79 عاماً.

## جوائز
حصل على جوائز منها:
- جائزة المنافسة العامة  [لغات أخرى]‏ (1946)
- قائد الفنون والآداب